# Ernst Neubauer (Archivar)
Ernst Gustav-Heinrich Neubauer (* 7. Juli 1865 in Magdeburg; † 4. April 1934 ebenda) war ein deutscher Archivar und Bibliothekar.

## Leben
Neubauer wurde als Sohn eines Lehrers geboren. 1884 legte er am Pädagogium des Klosters Unser Lieben Frauen sein Abitur ab. Er studierte Archäologie und Geschichte zunächst ein Semester lang an der Friedrich-Wilhelms-Universität zu Berlin, dann drei Semester an der Universität Heidelberg und schließlich sechs Semester an der Universität Halle.
Er beschäftigte sich intensiv mit der Geschichte der Stadt Magdeburg. 1889 promovierte er mit der Dissertation Peter Meyers Tagebuch über die Geschichte der Stadt Magdeburg im Jahre 1626. In der Zeit von 1890 bis 1894 betreute er die Bibliothek des Vereins für Geschichte und Alterthumskunde des Herzogtums und Erzstifts Magdeburg. 1894 begann er ein Volontariat am Staatsarchiv Magdeburg. Gleichfalls 1894 übernahm er die Aufgabe zur Neuordnung des Stadtarchivs Zerbst. 1897 nahm er eine Stelle als Hilfsarbeiter im Staatsarchiv Marburg an. 
Bereits am 23. Juni 1898 wurde er dann jedoch leitender Stadtarchivar im Archiv seiner Heimatstadt Magdeburg. Zum Archiv gehörte zu diesem Zeitpunkt auch die Stadtbibliothek Magdeburg. 1899 führte er eine Revision des Bestandes des Stadtarchivs Magdeburg durch. Er sichtete 1901/02 die auf den Dachböden des Rathauses Magdeburg und der Rathäuser in den Stadtteilen Buckau und Sudenburg verteilten Aktenbestände und ordnete sie neu. Im Februar 1908 bezog das Archiv unter seiner Leitung neue größere Räumlichkeiten im Haus Bei der Hauptwache 4 bis 6. In seiner Funktion als Bibliotheksleiter erwarb er Bücher für breite Bevölkerungskreise und richtete Lesehallen und Volksbüchereien in den Magdeburger Stadtteilen ein. Ab 1913 war die Stadtbibliothek dann selbständig, so dass sich Neubauer auf das Stadtarchiv konzentrieren konnte. Außerdem verwaltete er die städtische Münzsammlung. Im Jahr 1930 ging er in den Ruhestand.
Ehrenamtlich war er ab 1898 Schriftführer im Vorstand des Vereins für Geschichte und Altertumskunde. Das Amt hatte er bis 1913 inne. 1911 wurde er bis zu seinem Tode stellvertretender Vorsitzender des Vereins für Geschichte und Altertumskunde. Zumindest in der Zeit der 1910er Jahre wohnte Neubauer im Haus Gartenstraße 35 im Magdeburger Stadtteil Werder.
Neubauer trat mit diversen Veröffentlichungen zur Stadtgeschichte Magdeburgs hervor. Besonders bekannt wurde das von ihm erarbeitete und 1931 erschienene Häuserbuch der Stadt Magdeburg. Der zweite, seine Arbeit abschließende Band, wurde basierend auf einem von ihm schon erstellten Konzept unter Verwendung seines Nachlasses erst lange nach seinem Tod 1956 veröffentlicht. 1928 gab er das Innungskinderbuch der Brauer- und Bäcker-Innung der Altstadt Magdeburg heraus.

## Werke

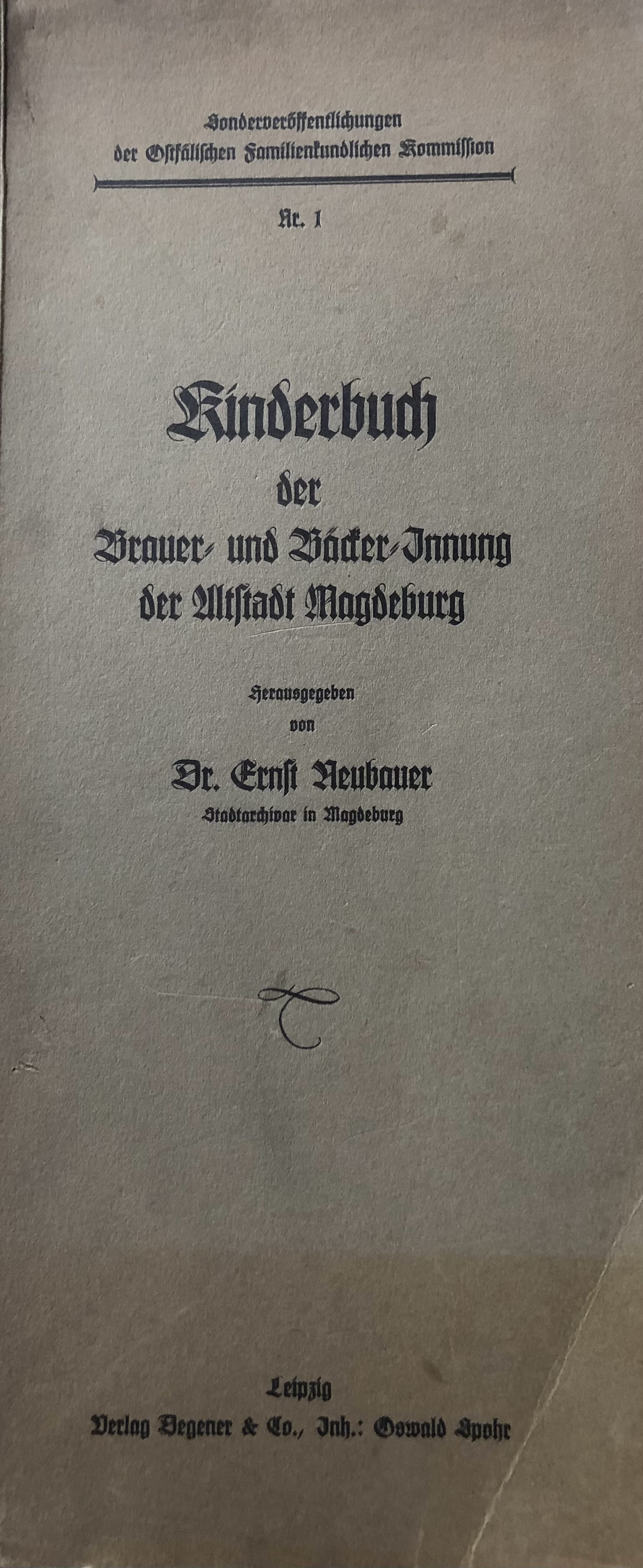
Kinderbuch der Brauer- und Bäcker-Innung

- Wallenstein und die Stadt Magdeburg. 1891.
- Die Schöffenbücher der Stadt Aken. 1895 bis 1899.
- Peter Meyers Tagebuch, 1626 in Magdeburg geführt. 1907.
- Geschichte der Stadtbibliothek Magdeburg. 1910.
- Bibliographie zur Geschichte des Klosters Unser Lieben Frauen. 1914/15.
- Magdeburgs Roland. 1916.
- Das Wetebuch der Schöffen von Kalbe. 1916/17.
- Kinderbuch der Brauer- u. Bäcker-Innung der Altstadt Magdeburg. Degener & Co. Leipzig 1928 (Mitwirkung).
- Häuserbuch der Stadt Magdeburg 1631–1720. Teil 1, Selbstverlag der Historischen Kommission, 1931, urn:nbn:de:bsz:14-db-id18960958289
- Magdeburgs Zerstörung 1631. Magdeburg 1931.
- Häuserbuch der Stadt Magdeburg. Teil II, VEB Niemeyer Halle (Saale), 1956, postum, bearbeitet durch Hanns Gringmuth-Dallmer.